# ميكلوس دارفاس
ميكلوس دارفاس هو راكب الكنو مجري، ولد في 6 يونيو 1949 في بودابست في المجر.

## وصلات خارجية
- ميكلوس دارفاس على موقع أوليمبيديا (الإنجليزية)